# Nahuel Vera
Nahuel Exequiel Vera (Santa Fe, Argentina; 5 de noviembre de 1993) es un futbolista argentino. Juega como delantero y su primer equipo fue Unión de Santa Fe. Actualmente milita en Sportivo Norte de Rafaela del Torneo Regional Amateur.

## Trayectoria
Nacido en Santa Fe, Nahuel Vera se formó en las divisiones inferiores de Unión y en 2011 fue promovido al plantel de Reserva. En 2014 el club decidió firmarle su primer contrato con la intención de cederlo a 9 de Julio de Rafaela, pero la operación no se concretó y el jugador se mantuvo en el equipo rojiblanco, aunque sin chances de integrar el plantel profesional.
Tras quedar en libertad de acción, pasó por varios clubes de distintas ligas amateurs de la provincia hasta que en 2017 se incorporó a Libertad de Sunchales, donde tuvo su debut como profesional en el Torneo Federal A. Posteriormente jugó el Torneo Regional Amateur para Ben Hur de Rafaela y 9 de Julio de Rafaela.

## Clubes
| Club                           | País      | Año       |
| ------------------------------ | --------- | --------- |
| Unión de Santa Fe              | Argentina | 2011-2014 |
| San Cristóbal                  | Argentina | 2015      |
| Americano de Carlos Pellegrini | Argentina | 2015      |
| Mitre de Esperanza             | Argentina | 2016      |
| La Perla del Oeste             | Argentina | 2017      |
| Libertad de Sunchales          | Argentina | 2017-2018 |
| Ben Hur de Rafaela             | Argentina | 2018-2019 |
| Ciclón Racing                  | Argentina | 2019      |
| 9 de Julio de Rafaela          | Argentina | 2021      |
| Juventud Unida                 | Argentina | 2022      |
| Sportivo Norte de Rafaela      | Argentina | 2022-Act. |

### Estadísticas
- Actualizado al 19 de noviembre de 2022

| Club                     | Div.                | Temporada           | Liga | Liga | Copa Nacional | Copa Nacional | Copa Internacional | Copa Internacional | Total | Total |
| Club                     | Div.                | Temporada           | PJ   | G    | PJ            | G             | PJ                 | G                  | PJ    | G     |
| ------------------------ | ------------------- | ------------------- | ---- | ---- | ------------- | ------------- | ------------------ | ------------------ | ----- | ----- |
| Libertad (S) Argentina   |                     |                     |      |      |               |               |                    |                    |       |       |
| 3.ª                      | 2017/18             | 5                   | 0    | -    | -             | -             | -                  | 5                  | 0     |       |
| Total                    | Total               | 5                   | 0    | -    | -             | -             | -                  | 5                  | 0     |       |
| Ben Hur Argentina        |                     |                     |      |      |               |               |                    |                    |       |       |
| 4.ª                      | 2019                | 12                  | 2    | -    | -             | -             | -                  | 12                 | 2     |       |
| Total                    | Total               | 12                  | 2    | -    | -             | -             | -                  | 12                 | 2     |       |
| 9 de Julio (R) Argentina |                     |                     |      |      |               |               |                    |                    |       |       |
| 4.ª                      | 2020/21             | 5                   | 2    | -    | -             | -             | -                  | 5                  | 2     |       |
| 4.ª                      | 2021/22             | 6                   | 3    | -    | -             | -             | -                  | 6                  | 3     |       |
| Total                    | Total               | 11                  | 5    | -    | -             | -             | -                  | 11                 | 5     |       |
| Sportivo Norte Argentina |                     |                     |      |      |               |               |                    |                    |       |       |
| 4.ª                      | 2022/23             | 5                   | 0    | -    | -             | -             | -                  | 5                  | 0     |       |
| Total                    | Total               | 5                   | 0    | -    | -             | -             | -                  | 5                  | 0     |       |
| Total en su carrera      | Total en su carrera | Total en su carrera | 33   | 7    | -             | -             | -                  | -                  | 33    | 7     |